# 2006年朝鮮洪災
2006年7月，朝鲜民主主义人民共和国水災造成該国廣泛的破壞和生命損失，但報告其程度有所不同。

## 历史
朝鮮中央新聞社8月3日的官方聲明聲稱此次洪水「造成巨大的人力和物質損失」。朝鮮新報報導，在八月初洪水至少549人死亡，295人失蹤，約六萬人無家可歸。韓國援助組织“好朋友”估計洪水造成約五萬八千人死亡或失蹤，大約150萬人無家可歸。朝鮮罕見地要求韓國援助，而韓國承諾提供朝鮮2000萬美元幫助救灾。
咸鏡南道、平安南道、黄海南道、开城一帶受災嚴重，農業用地被淹没，村庄与公共設施也被洪水沖走。
当年官方也取消阿里郎節全力救灾。